# Marathon van Houston 2007
De marathon van Houston 2007 vond plaats op zondag 14 januari 2007. Het was de 35e editie van deze marathon. 
Bij de mannen won de Ethiopiër Feyisa Tusse in 2:11.39. Op de finish had hij een ruime twee minuten voorsprong op Mikhail Khobotov uit Rusland. Bij de vrouwen streek de Ethiopische Dire Tune met de hoogste eer. Haar finishtijd van 2:26.52 was tevens een verbetering van het parcoursrecord.

## Uitslagen
Mannen
| rang   | naam               | land | tijd    |
| ------ | ------------------ | ---- | ------- |
| Goud   | Feyisa Tusse       | ETH  | 2:11.39 |
| Zilver | Mikhail Khobotov   | RUS  | 2:13.56 |
| Brons  | Benson Cheruiyot   | KEN  | 2:14.03 |
| 4      | Nicodemus Malakwen | KEN  | 2:14.12 |
| 5      | David Cheruiyot    | KEN  | 2:15.55 |
| 6      | Reuben Chebutich   | KEN  | 2:16.38 |
| 7      | Matthew Mc Innes   | CAN  | 2:17.39 |
| 8      | Michael Reneau     | USA  | 2:17.46 |
| 9      | Steve Meinelt      | USA  | 2:18.15 |
| 10     | Mike Smith         | USA  | 2:19.45 |

Vrouwen
| rang   | naam             | land | tijd    |
| ------ | ---------------- | ---- | ------- |
| Goud   | Dire Tune        | ETH  | 2:26.52 |
| Zilver | Beata Rackonzai  | HUN  | 2:30.14 |
| Brons  | Firaya Sultanova | RUS  | 2:39.06 |
| 4      | Claudia Camargo  | USA  | 2:42.32 |
| 5      | Jenna Boren      | USA  | 2:42.39 |
| 6      | Judy Johnson     | USA  | 2:44.25 |
| 7      | Caitlin Tormey   | USA  | 2:45.02 |
| 8      | Carly Graytock   | USA  | 2:45.02 |
| 9      | Erin Ward        | USA  | 2:48.18 |
| 10     | Rachel Booth     | USA  | 2:51.18 |

1972 ·
1973 ·
1974  ·
1975 ·
1976 ·
1977 ·
1978 ·
1979 ·
1980 ·
1981 ·
1982 ·
1983 ·
1984 ·
1985 ·
1986 ·
1987 ·
1988 ·
1989 ·
1990 ·
1991 ·
1992 ·
1993 ·
1994 ·
1995 ·
1996 ·
1997 ·
1998 ·
1999 ·
2000 ·
2001 ·
2002 ·
2003 ·
2004 ·
2005 ·
2006 ·
2007 ·
2008 ·
2009 ·
2010 ·
2011 ·
2012 ·
2013 ·
2014 ·
2015 ·
2016 ·
2017